# Aldreth
Aldreth – osada w Anglii, w hrabstwie Cambridgeshire, w dystrykcie East Cambridgeshire. Leży 15 km na północ od miasta Cambridge i 94 km na północ od Londynu.